# Leiospora bellidifolia
Leiospora bellidifolia là một loài thực vật có hoa trong họ Cải. Loài này được (Danguy) Botsch. & Pachom. mô tả khoa học đầu tiên năm 1972.